# Meczet Pokoju w Nazarecie
Meczet Pokoju w Nazarecie (nazywany także Nowym Meczetem) – największy meczet na Starym Mieście Nazaretu, na północy Izraela.

## Historia
Budowa nowego meczetu w Nazarecie rozpoczęła się na początku lat 60. XX wieku. Otwarcie świątyni nastąpiło 22 listopada 1963 roku, o czym świadczy pamiątkowy napis nad drzwiami wejściowymi. Jest to największy i najważniejszy meczet w mieście.

## Architektura
Budynek meczetu tworzy zgrabną bryłę, która dzięki wąskim i wysokim oknom sprawia wrażenie stosunkowo lekkiej budowli. Od strony wschodniej przylega do niej wysoki biały minaret, na szczycie którego zamontowano cztery zegary. Minaret posiada ciemny spiczasty dach. Wnętrze meczetu jest dobrze oświetlone. Na podłodze wyłożono czerwone dywany. Kopułę od środka pomalowano w odcieniach zieleni, natomiast po stronie zewnętrznej jest złota.

## Nabożeństwa
Meczet jest czynny i służy miejscowej ludności muzułmańskiej do regularnych modlitw (pięć razy dziennie). Podczas modlitw nie wolno zwiedzać meczetu i należy poczekać na ich zakończenie (około 20 minut).